# Peloeus
Peloeus is een geslacht van kreeftachtigen uit de klasse van de Malacostraca (hogere kreeftachtigen).

## Soort
- Peloeus armatus Eydoux & Souleyet, 1842